# Голям нирец
Големия нирец (Mergus merganser), е сравнително едра птица от семейство Патицови (Anatidae), разред Гъскоподобни (Anseriformes). Тежи между 1,1 и 2 кг, дължина на тялото 58-80 cm, размах на крилете 95 cm. Има изразен полов диморфизъм, мъжкия е оцветен в черно и бяло, а женската е с кафява глава и тялото в сиви тонове. Човката е с назъбен ръб. Плува и се гмурка добре.

## Разпространение
Гнезди в северните части на Европа, Азия и Северна Америка. Зимува в останалата част на Европа (включително и в България), южните части на Азия и Северна Америка. Обитава езера и реки с бистра вода и богати на живот по време на размножителния период, а извън него езера, блата, язовири, морски крайбрежия.

## Начин на живот и хранене
По време размножителния период каца по дърветата подобно на Горските патици. Храни се предимно с животинска храна, дребни риби, водни насекоми. По време на хранене се гмурка до около 4 метра дълбочина. През месец Август линее и докато трае линеенето губи способността си за летене.

## Размножаване
Моногамна птица. Гнезди в цепнатини и дупки в дърветата, при липса на такива може да използва дупки в скали, в земята, стари лисичи дупки. При липса на места удобни за гнездене в близост до водата, може да построи гнездото си дори на километър разстояние. Снася 6-17 (средно 9) кремави яйца. Понякога при липса на места за гнездене в едно гнездо снасят яйца две женски. Мъти само женската в продължение на 30-35 (средно 32) дни. Когато се излюпят, малките напускат гнездото почти незабавно, понякога качат от високи дървета и скали, има сведения, че женската понякога ги пренася на гърба си летейки. Малките се излюпват достатъчно развити за да могат да се придвижват и хранят сами.

## Допълнителни сведения
Защитен вид на територията на България.